# Gran Raza de Yith

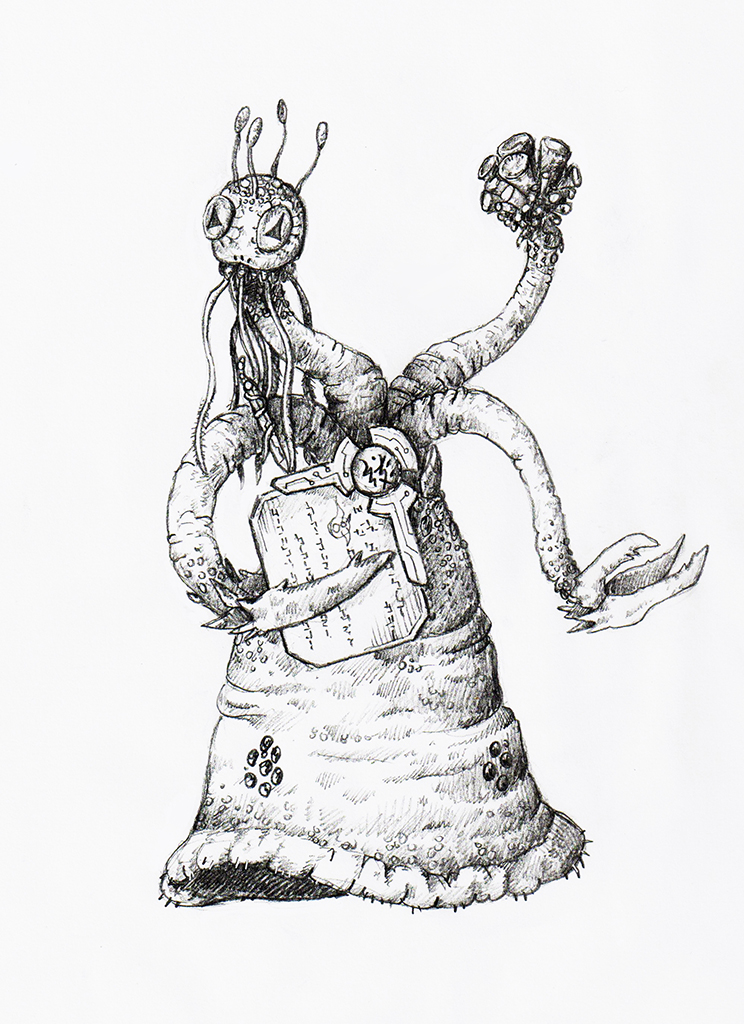
Yithiano

La Gran Raza de Yith son seres extraterrestres pertenecientes a los Mitos de Cthulhu de HP Lovecraft. 
Aparecieron por primera vez en el relato corto En la noche de los tiempos (The Shadow Out of Time) (1936). Son llamados La gran raza, porque son los únicos seres en los mitos de Cthulhu que han dominado el viaje en el tiempo. A lo largo de En la noche de los tiempos se refiere a ellos simplemente como La gran raza, mientras que el nombre de su planeta natal es mencionado una sola vez.
Son habitantes de una gigantesca ciudad y si bien aparentemente parecen ser capaces de viajar en el tiempo, realmente lo hacen como un medio para mantener sus conciencias vivas en cuerpos de distintas especies tanto como un medio de conocer de otras culturas, diseñar artefactos que les permitan seguir con sus experimentos en distintas épocas, y así mismo como un medio de sobrevivir a la extinción de las civilizaciones que poseen. Se sabe que al tomar un cuerpo, la conciencia del huésped es transmitida al cuerpo Yith, siendo este capaz de habitar entre los Yith mientras que la mente del Yith puede deshacerse de las costumbres y forma de vivir de su huésped, que al momento de regresar, usualmente no tiene recuerdos de lo que pasó mientras estaba "poseído" o en el pasado a donde pertenece la raza Yith.
Basado en el párrafo anterior, los Yith pudieron simplemente haberse extinguido o emigrado a alguna otra raza para sobrevivir.